# 蒲城文庙
34°57′25″N 109°34′59″E / 34.957°N 109.583°E
蒲城文庙位于中国陕西省渭南市蒲城县城中心，1992年被列为第三批陕西省文物保护单位。现为蒲城县博物馆所在地。
蒲城文庙始建于唐贞观四年（630年），宋元有修葺，明正德七年（1512年）和万历四十四年（1616年）大规模扩建维修，形成现有规模，清乾隆三年（1738年），知县郭芝将地面改为砖铺，并砖砌围墙。文庙总占地25亩，分四个院落，由南至北有六龙壁、棂星门、戟门、大成殿（1976年被焚毁，仅存基址）、明伦堂、尊经阁（民国时已毁）等建筑。